# Волиця (Теофіпольська селищна громада)
Воли́ця — село в Україні,  у Теофіпольській селищній громаді Хмельницького району Хмельницької області. Розташоване на сході району, за 58 км від райцентру.

## Історія
Засноване у 1550 році. У 16 столітті згадується назва Волиця Мінцова. Село багато років відносилося до Ляховецької (тепер Білогірської) волості, тому згодом її називали Волиця Ляховецькою, а вже пізніше закріпилася назва Волиця.
За часів царської Росії мала назву Воличка (назву зустрічаємо в метричних книгах та клірових відомостях за 1810 р.), пізніше - Волиця-Ляховецька Старокостянтинівського повіту Волинської губернії. 
Згідно клірових відомостей за 1810 р. в Шарлаївці налічувалось 54 2/4 двора із населенням 415 осіб (215 чоловічої і 200 жіночої статі), а у Воличці 44 2/4 двора із населенням 337 осіб (178 чоловічої і 159 жіночої статі. 
У 1844 році власниками Волиці Ляховецької були поміщики Борковські.
7 (20) листопада 1917 року, відповідно до.Третього Універсалу Української Центральної Ради, увійшло до складу Української Народної Республіки.
12 червня 2020 року, відповідно до розпорядження Кабінету Міністрів України № 727-р «Про визначення адміністративних центрів та затвердження територій територіальних громад Хмельницької області», увійшло до складу Теофіпольської селищної громади.
19 липня 2020 року, в результаті адміністративно-територіальної реформи та ліквідації Теофіпольського району, село увійшло до складу Хмельницького району.

## Сучасність
У селі 278 дворів, 766 мешканців (2007).
Працює будинок культури, 2 бібліотеки, Волицька гімназія, музей історії села та школи (знаходиться в приміщенні гімназії), СТОВ «Волиця».

## Релігія

### Православні
| Рік  | Православні | Православні    | Римо-католики | Римо-католики  | Протестанти | Протестанти        | Юдеї      | Юдеї               |
| ---- | ----------- | -------------- | ------------- | -------------- | ----------- | ------------------ | --------- | ------------------ |
|      | Шарлаївка   | Волиця- Ляхов. | Шарлаївка     | Волиця- Ляхов. | Шарлаївка   | Волиця- Ляховецька | Шарлаївка | Волиця- Ляховецька |
| 1866 | 563         |                | 71            |                |             |                    |           |                    |
| 1897 | 969         | 569            | 149           | 150            |             |                    | 9         | 28                 |

До 1596 р. жителі села сповідували християнство східного обряду в складі Київської митрополії Константинопольського патріархату.
Після Берестейської церковної унії 1596 р. жителі Волиці Минцової (пізніше Шарлаївки) відносились до Заславського, пізніше до Човганського деканату Луцької єпархії унійної (греко-католицької) церкви. В часи унії до Свято-Михайлівської церкви с. Шарлаївка були приписані села Поляхова та Волиця Ляховецька. Відомостей про перший унійний храм не зберешлось, лише згадка у візитації 1756 р. містить запис, що частина церковного устаткування залишилась від старої церкви. Другий дерев'яний триглавий храм у Шарлаївці було зведено коштом селян та власниці Барбари Сангушко в 1753 році з дозволу Луцького унійного єпископа Сильвестра Рудницького, висвячений того ж року унійним деканом Олександром Стебельським. Після поділів Речі Посполитої, село увійшло до складу Російської імперії. Фактично відразу царська влада взялася за ліквідацію унійної церкви і змушувала переходити з унії до Російської православної церкви. 
В 1857 р. коштом священника Василя Гурковського збудовано церкву Святої Животворної Трійці на кладовищі, яку освятив волинський архієпископ Арсеній. 
В 1889 р. Свято-Успенська кладовищна церква в с. Поляхова була відписана від Свято-Михайлівської церкви і приписана до Свято-Дмитріївської в Кузьминцях. 
1902 р. в Волиці Ляховецькій за благословенням єпископа Антонія, збудовано дерев'яну церкву Святого Миколая на кам'яному фундаменті й таку ж дзвіницю, яка була приписана до Свято-Михайлівської церкви в Шарлаївці.
В 1911 р. коштом селянина Артемія Манчевського на кладовищі збудовано каплицю. 

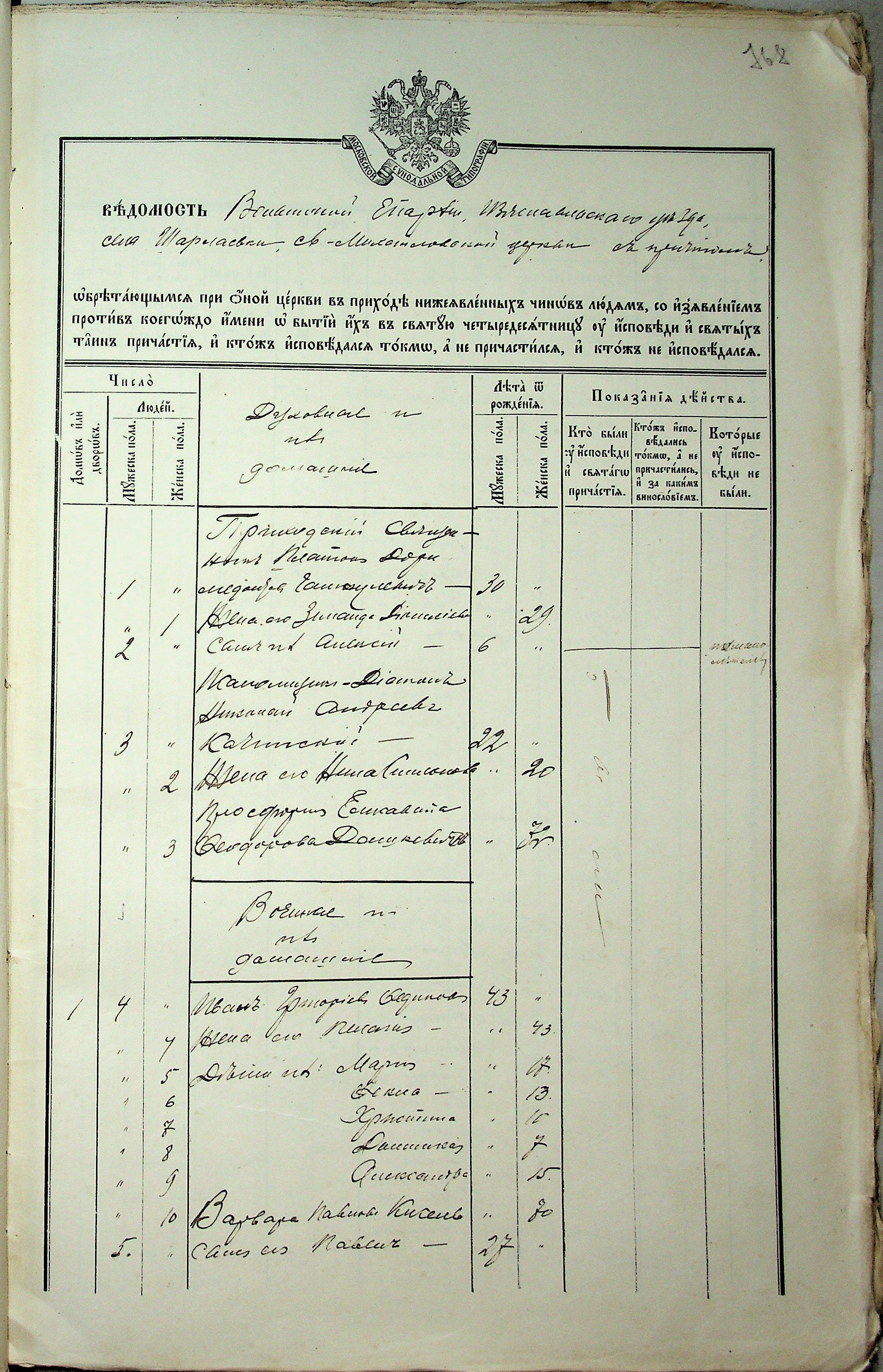
Одна зі сторінок сповідальних відомостей сіл Шарлаївки та Волиці Ляховецької за 1912 р.

В 1930-х рр. Свято-Михайлівську, Свято-Троїцьку і Свято-Миколаївську церкви зруйнували більшовики. 
До 2003 р. жителі Волиці не мали власної церкви, тому відвідували церкву Покрову Пресвятої Богородиці в с. Поляхова. 
21 листопада 2003 р освячення каплиці в пристосованій будівлі (колишнє приміщення райпобуткомбінату). 
2009 р. освячено місце під храм і закладено наріжний камень. Будівництво храму велось коштом місцевого СГ товариства "Волиця", парафіян та коштів, зібраних по селах Теофіпольщини і Красилівщини. 
17 січня 2015 р. єпископ Шепетівський і Славутський Пантелеймон освятив церкву Святого Архистратига Михаїла та нагородив осіб, які зробили найбільший внесок у побудову храму: о. Івана Пилипчука, Кравчука П. А., Кравчука В. П., Кравчук Д. І., Семенюка Д. І. 
14 червня 2023 р. скликаний схід села, на якому 172 особи проголосували за перехід до Православної Церкви України, а також вирішено здійснити ремонт та завершити оздоблювальні роботи. 
18 червня 2023 р. вперше, за весь час існування храму, благочинний о. Василь Крисак звершив службу українською мовою. 

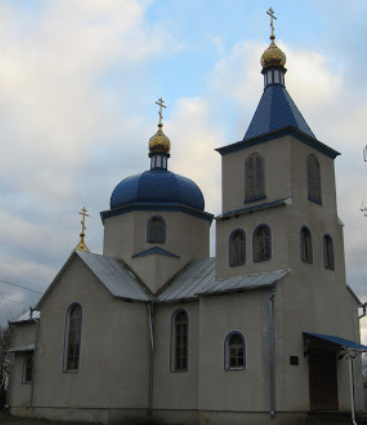
Церква Святого Архистратига Михаїла у Волиці

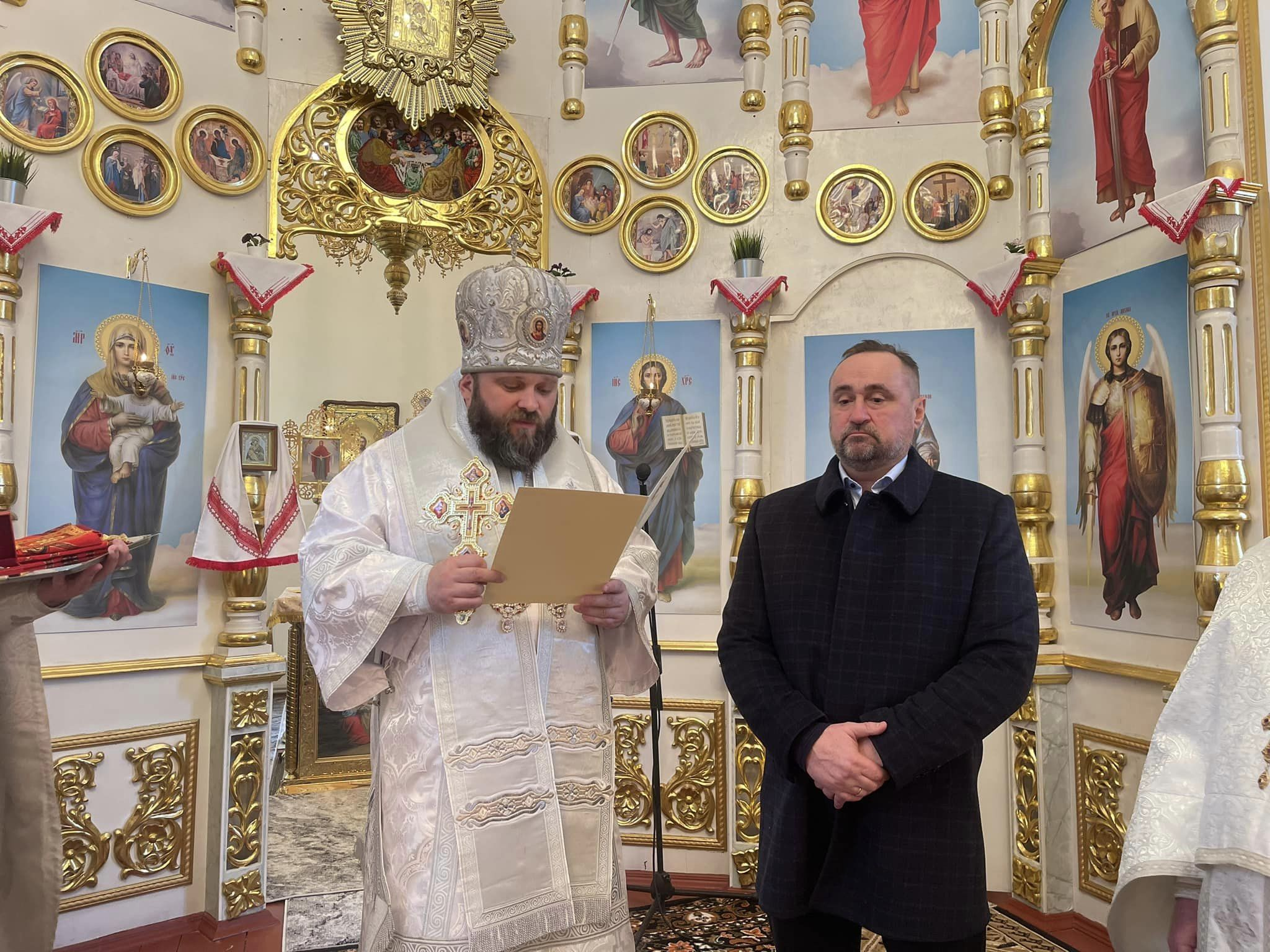
Єпископ Хмельницький Павло нагороджує директора ТОВ Волиця В. Кравчука орденом Юрія Переможця за допомогу храму

В жовтні 2023 р. єпископ Павло Юристий призначив настоятеля Свято-Михайлівської церкви о. Андріана Яворського, а 8 листопада 2023 р. — освятив престол та очолив Божественну Літургію. 
На кінець 2023 р. переважна більшість жителів є православними. 

###### Священники
- Іван Іванович Радкевич, унійний священник з 1743 по 1780 р.;
- Іван Іванович Радкевич (1750-1835), унійний і перший православний священник настоятель з 1780 по 1819, позаштатний священник до 1835 р.;
- Василь Йосипович Гурковський, настоятель з 1819 по 1855 р.;
- Микола Миколайович Лукасевич (1825-?), настоятель з 1855 по 1908 р.;
- Платон Доримедонтович Ганжулевич, настоятель з 14 березня 1908 р.;
- Авксентій Петрович Пальчик (1887-1945), працював настоятелем до зруйнування церкви, заарештований в 1944 р. й засуджений в лютому 1945 р. до 10 років виправно-трудових таборів, де й помер 5 липня 1945 р.;
- Іван Федорович Пилипчук, з 2003 по 2023 р.;
- Андріан Степанович Яворський, з 2023 р.

###### Дячки
- Даниїл Степанюк, займав посаду в 1806 р., час приходу і закінчення невідомий;
- Василь Іванович Радкевич, випускник Кременецької школи, займав посаду в 1810 р.;
- Іларіон Йосипович Антипович, з 3 вересня 1884 р. – ?;
- Юліан Гловацький, ? – по 3 листопада 1908 р.;
- Андрій Карвовський, з 3 листопада 1908 р. – 15 січня 1909 р.;
- Кіндрат Теодорович, з 15 по 31 січня 1909 р.;
- Никон Вітрик, з 31 січня по 11 лютого 1909 р.;
- Андрій Вікторовський, з 11 лютого 1909 по 1 жовтня 1911 р.;
- Микола Андрійович Качинський, з 1 жовтня 1911 по 22 грудня 1913 р.;
- Анатолій Цибульський, з 22 грудня 1913 р. – ?;
- Олександр Терешкевич, час приходу і звільнення невідомий[7].

###### Церковні старости
- Йосип Гаврилюк, займав посаду в 1806 р., повний термін невідомий;
- Роман Шороший, з 2003 р. по ?;
- Павло Савович Семенюк, ? по червень 2023 р.;
- Олександр Анатолійович Гаврилюк, з червня 2023 р.

В ХІХ ст. існувала посада паламаря, яку з 1854 р. займав Андрій Олександрович Талаховський. В 1912 р. цієї посади вже не було. Просфорнею в 1912 р. була Е. Ф. Данилевич, а з 25 лютого 1916 р. — вдова дячка Олександра Терешкевича.

### Римо-католики
До 1930-х рр. в Шарлаївці та Волиці Ляховецькій проживало понад 300 поляків римо-католицького віросповідання. Свого храму місцеві римо-католики не мали, тому римо-католики Шарлаївки були приписані до костелу в Білогородці, а Волиці Ляховецької — до костелу Пресвятої Трійці в Теофіполі.. В костелах зберігались цінні документи, в яких містилася інформація про народження, укладання шлюбів, смерть парафіян, в т. ч. з Шарлаївки та Волиці Ляховецької. Відносини з православними населенням було досить дружнім, нерідко траплялися випадки змішаних шлюбів. Місцеві римо-католики займалися землеробством, а після встановлення більшовицької диктарури — працювали в колгоспах.
19 липня 1936 року під грифом "Цілком таємно" з Вінницького обкому КП(б)У було надіслано директиву Теофіпольському райкому КП(б)У, в якій йшлося про виселення польського населення з прикордонної смуги до Казахстану. В 1936 році до Казахстану з села на довічне поселення без права повернення було депортовано понад 300 осіб польського походження. В результаті цієї акції римо-католицька конфесія в Шарлаївці й Волиці Ляховецькій на довгий час була ліквідована. В селі на 2023 р. проживає кілька католиків.

### Протестанти
Протестантська деномінація представлена адвентистами сьомого дня (нар. суботники). Також в селі є прихильники свідків Єгови.

### Юдеї
В Шарлаївці і Волиці Ляховецькій в ХІХ - на початку ХХ ст. існувала велика юдейська громада. За переписом населення 1897 р. в Шарлаївці проживало 9 євреїв, а в Волиці Ляховецькій — 28. Відомостей про культові споруди в селі відсутні, можемо лише припустити, що вони відвідували найближчу синагогу в Теофіполі. Залишків єврейського окописька на теренах села немає.

## Відомі люди
Гнатюк Микола Васильович (нар. 14 вересня 1952, Волиця, Теофіпольський район, Хмельницька область) — радянський та український співак, заслужений (1980) та народний артист Української РСР (1988).